# گرانت هالووی
گرانت هالووی (انگلیسی: Grant Holloway؛ زادهٔ ۱۹ نوامبر ۱۹۹۷) دونده اهل ایالات متحده آمریکا است.